# Talbrücke Jüchsen

Hohlkastenquerschnitt einer Spannbetonbrücke

Die Talbrücke Jüchsen ist eine 369 m lange Brücke der Autobahn A 71.
Die Spannbetonbalkenbrücken liegt zwischen den Anschlussstellen Meiningen-Süd und Rentwertshausen hinter dem südlichen Portal des Eichelbergtunnels bei Kilometer 153,5. Das Bauwerk überquert in einer Höhe von maximal 25 m das Tal der Jüchsen bei Ritschenhausen, die Landesstraße L1131 zwischen Ritschenhausen und Jüchsen sowie zwei Wirtschaftswege. Gebaut wurde die Brücke mit zwei getrennten Überbauten bei Kosten von ungefähr 7 Millionen Euro zwischen den Jahren 2002 und 2004.
Der Vollquerschnitt der Pfeiler besteht aus einem Rechteck mit abgerundeten Stirnflächen bei Höhen zwischen 13 m und 23 m. Zur Aufnahme der Lager weiten sich die Pfeilerköpfe oben auf.
Die beiden nebeneinanderliegenden Überbauten der Spannbetonbrücke sind Durchlaufträger mit einem Hohlkastenquerschnitt und konstanter Konstruktionshöhe von 3,0 m in der Mittelachse. Die Stützweiten der 9-feldrigen Brücke betragen zwischen  32 m und 45 m. Die Vorspannung besteht aus einer Mischbauweise mit internen und externen Spanngliedern. Der Brückenüberbau wurde mit dem Taktschiebeverfahren hergestellt.